# Seututie 582
Pour les articles homonymes, voir Route 582.
La route régionale 582 (finnois : Seututie 582) est une route régionale allant de Lapinlahti jusqu'à Rautavaara à Kuopio en Finlande,,.

## Présentation
La seututie 582 est une route régionale de Savonie du Nord.